# Ramaroshan
Ramaroshan (en népalais : रामारोशन) est une municipalité rurale du Népal située dans le district d'Achham. Au recensement de 2011, elle comptait 25 166 habitants.
Elle regroupe les anciens comités de développement villageois de Malatikot, Chaphamandau, Santada, Batulasen, Ramarosan, Bhatakatiya et Sutar.